# Dismorphia amphione
Dismorphia amphione ist ein Schmetterling aus der Familie der Weißlinge (Pieridae). Ihre Flügelform ist für Weißlinge ungewöhnlich lang und schmal.
Die Art ist leicht mit den Schmetterlingen der Gattung Heliconius oder Ithomiini zu verwechseln. Dies soll die Giftigkeit der Tiere gegenüber Fressfeinden vortäuschen. Hiermit ist dieser Schmetterling die erste Art, bei der diese Art von Täuschung (Mimikry) nachgewiesen wurde.

## Merkmale

### Falter
Die Falter werden zwischen 40 und 45 Millimeter lang, manchmal auch bis 77 Millimeter. Andere Quellen nennen eine Flügelspannweite von 70 Millimetern bei den Weibchen und 80 Millimetern bei den Männchen. Ihre Flügel sind schwarz-orange-gelb gemustert und in ihrer Zeichnung sehr variabel. Die Vorderflügel sind in der regel orange-schwarz am Ansatz und schlagen zu den Flügelspitzen immer mehr ins Gelbliche. Die Hinterflügel sind eher dunkel gehalten und besitzt einen großen orangen Fleck beim Weibchen und einen orangefarbenen Streifen beim Männchen. Im vorderen Bereich des Hinterflügel tragen die Männchen einen weißen bis silbrigen Fleck, der den Weibchen fehlt.

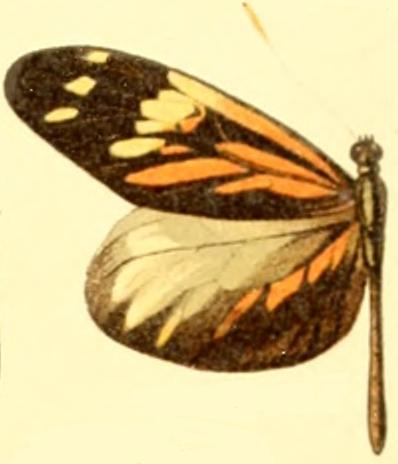
Dismorphia amphione, Männchen
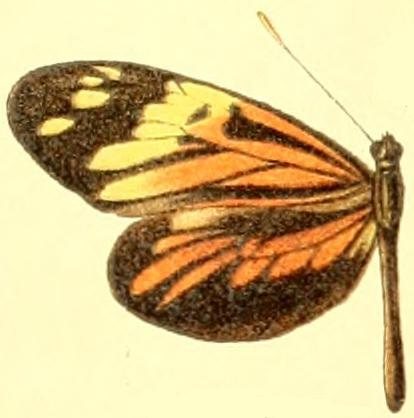
Dismorphia amphione, Weibchen
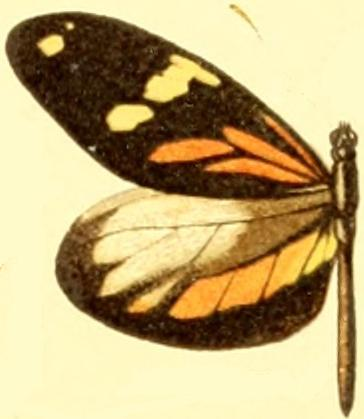
Dismorphia amphione astynome, Männchen
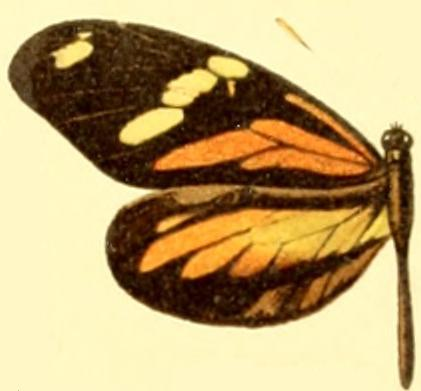
Dismorphia amphione astynome, Weibchen
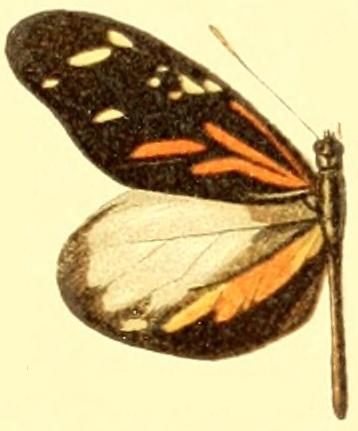
Dismorphia amphione discrepans, Männchen
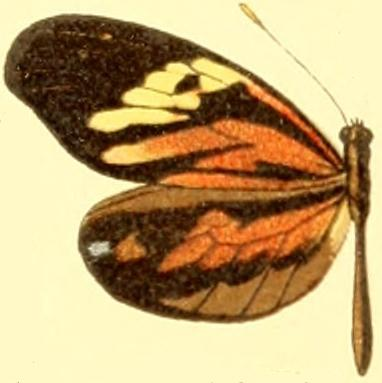
Dismorphia amphione discrepans, Weibchen

### Raupe
Der Körper der Raupen ist dunkelgrün.

## Verhalten und Lebensweise
Die Weibchen legen ihre Eier an der Futterpflanze ab und zwar einzeln an jedes Blatt ein Ei. Die Raupen fressen an Inga sapindoides, Inga densiflora und anderen Arten er Gattung Inga sowie an Akazien (Acacieae). Wobei es Raupen gibt die nur frische, und andere die nur ältere Blätter befressen.

## Verbreitung und Lebensraum
Die Art kommt in Süd- und Mittelamerika von Mexiko bis Brasilien und Bolivien sowie von Peru bis Guyana vor. Auf den Westindischen Inseln bewohnt die Art Kuba sowie die Insel Hispaniola, Trinidad und Puerto Rico. Sie bevorzugt tropische Wälder und lebt hier am Waldrand in Höhen bis 1000 Meter.

## Unterarten
Neben der Nominatform D. amphione amphione  aus Französisch-Guayana und Suriname, werden folgende Unterarten unterschieden:
- D. amphione spio (Godart, 1819) – auf den Inseln Hispaniola und Puerto Rico. Beide Geschlechter unterscheiden sich hier sehr in der Variabilität der Färbung von einem tiefen Orange hin ins grelle Gelb. Im östlichen Teil von Hispaniola sind die Falter in der Regel größer als in Haiti und tendieren in der Färbung mehr ins Orange.
- D. amphione astynome (Dalman, 1823) – in den brasilianischen Bundesstaaten (São Paulo, Bahia und Minas Gerais) bis Argentinien
- D. amphione praxinoe (Doubleday, 1844) – im Osten Mexikos über die Provinz Chiriquí bis Panama und Kolumbien
- D. amphione beroe (Lucas, 1852) – von Panama bis Kolumbien
- D. amphione egaena (Bates, 1861) – im brasilianischen Bundesstaat  Amazonas
- D. amphione cubana (Herrich-Schäffer, 1865) – auf der Insel Kuba
- D. amphione discrepans (Butler, 1896) – in Ecuador. Mit sehr schmalen gelben Punkte anstatt eines gelben Bandes.
- D. amphione rhomboidea (Butler, 1896) – von Ecuador bis Peru
- D. amphione broomeae (Butler, 1899) – von Venezuela bis zur Insel Trinidad
- D. amphione meridionalis (Röber, 1909) – in Bolivien. Besitzt zwei gelbe Punkte im vorderen Bereich auf der Unterseite der Vorderflügel und ein gelbes mittiges breites Band, das die reduzierten rot-braunen Abzeichen nicht berührt.
- D. amphione daguana (Bargmann, 1929) – in Kolumbien
- D. amphione lupita (Lamas, 1979) – in den nordwestlichen mexikanischen Bundesstaaten (Nayarit, Jalisco und Colima)
- D. amphione isolda (Llorente, 1984) – im Südwesten Mexikos sowie an der Pazifikküste bis zu den Bundesstaaten Guerrero und Oaxaca
- D. amphione bertha (Lamas, 2004), in Peru
- D. amphione mora (Lamas, 2004), in Peru

Die Unterarten sind in ihrer Zeichnung sowie Flügelform und Färbung so variabel, dass man zuerst dachte, es handele sich um unterschiedliche Arten.

## Status
Der Falter kommt laut einiger Quellen in der Regel häufig vor. Laut anderer Quellen ist er eher selten.